# Rosmarie Quadranti

Rosmarie Quadranti (2015)

Rosmarie Quadranti-Stahel (* 18. Juli 1957 in Luzern; heimatberechtigt in Volketswil) ist eine Schweizer Politikerin (Die Mitte, vormals BDP). Von 2011 bis 2019 war sie Nationalrätin. Seit 2022 ist sie ein Regierungsmitglied von Illnau-Effretikon.

## Leben und Beruf
Rosmarie Quadranti ist Kauffrau. Sie war von 2000 bis 2018 Präsidentin der Schulpflege von Volketswil.
Von 2013 bis 2020 amtete sie als Präsidentin des Verbands Kibesuisse (Verband Kinderbetreuung Schweiz, Zusammenschluss KiTaS und Tagesfamilien Schweiz). Seit 2015 ist sie Stiftungsratspräsidentin der Stiftung Kinderdorf Pestalozzi Trogen. Seit 2018 ist sie Präsidentin des Schweizer Musikrats, seit 2020 Präsidentin des Vereins +CULTURA, des Dachverbands der Interessenverbände der Schweizer Kulturinstitutionen sowie Präsidentin der Zürcher Frauenzentrale und Präsidentin der AHV/IV-Kommission (bundesrätliche Begleitkommission). Sie hat weitere Ämter inne.
Unter anderem war sie ehrenamtlich Samariterlehrerin beim Samariterverein Volketswil, Mitglied und Präsidentin der Damenriege Volketswil sowie Fahrerin für BEGU (Bedingt gesund). Sie hat im Militärischen Frauendienst als Fahrerin gedient und war Mitglied des Zivilschutz Volketswil.
Mit ihrem Mann Bruno Quadranti († 2016) hat sie drei erwachsene Kinder und wohnt heute in Illnau, zuvor ab ihrer Jugend in Kindhausen (Volketswil).

## Politik

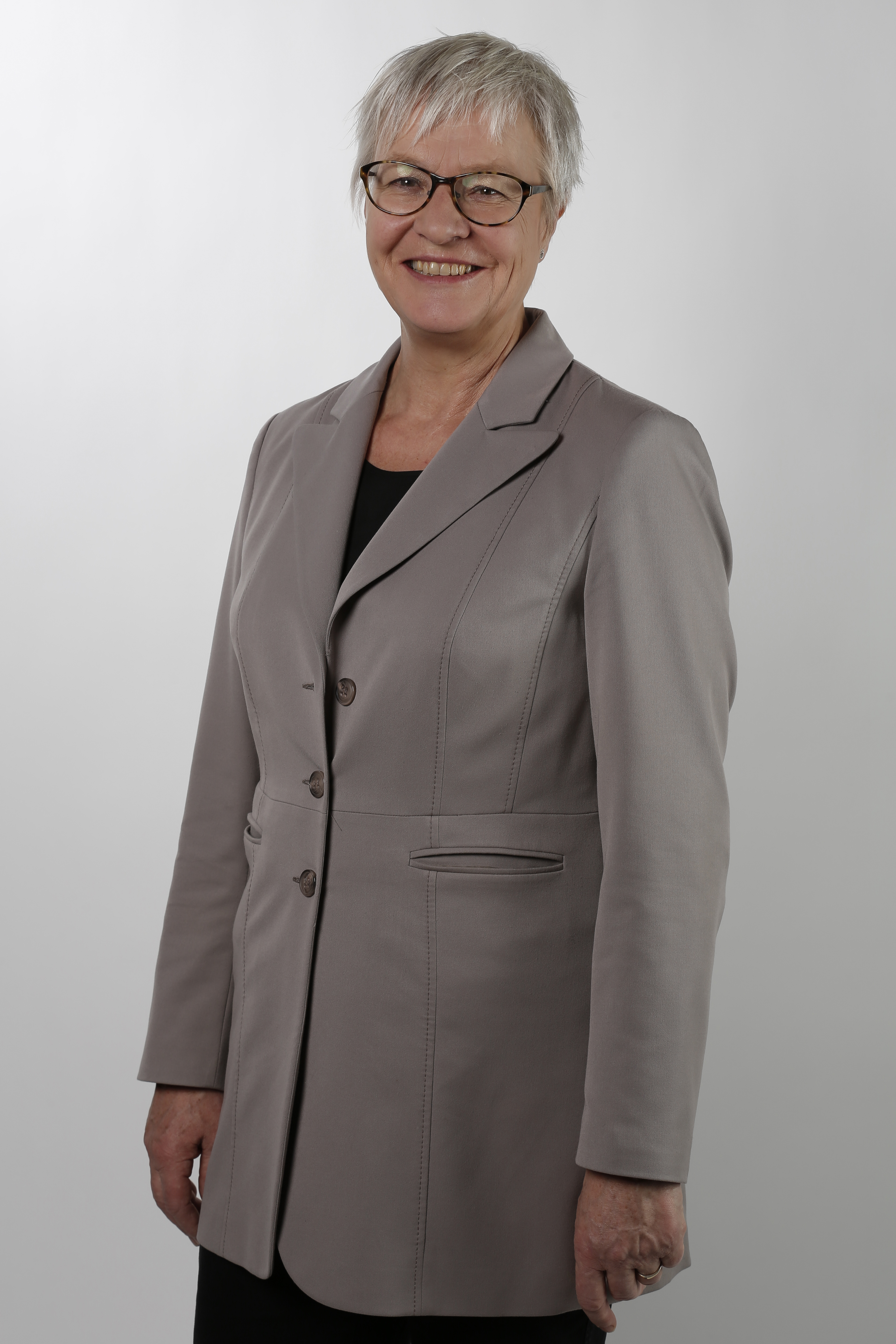
Rosmarie Quadranti als Nationalrätin (2015)

Von 1988 bis 2009 war Quadranti Mitglied der SVP Volketswil und trat 2009 der neu gegründeten Bürgerlich-Demokratischen Partei (BDP) bei. Die BDP galt aufgrund ihrer grossen Übereinstimmungen mit den Volksentscheiden als Partei der Mitte. 2011 wurde sie bei den Schweizer Parlamentswahlen im Kanton Zürich in den Nationalrat gewählt, 2015 wiedergewählt und Fraktionspräsidentin der BDP. Bei den Parlamentswahlen 2019 wurde sie nicht wiedergewählt. Die BDP fusionierte Ende 2020 mit der CVP zur Partei Die Mitte. Seit 2022 ist sie Stadträtin von Illnau-Effretikon und Hochbauvorständin.
Ab 2012 war sie Mitglied der Geschäftsleitung der BDP Schweiz. Von 2017 bis 2020 war sie Präsidentin der Kantonalpartei BDP Zürich.

### Nationalrat
Kommissionen:
- Kommission für Wissenschaft, Bildung und Kultur (ab 2011)
- Sicherheitspolitische Kommission (ab 2015)
- Legislaturplanungskommission (ab 2015)
- Finanzkommission (bis 2015)
- Aussenpolitische Kommission (bis 2015)

### Parlamentarische Gruppen Nationalrat
- Co-Präsidentin der Parlamentarischen Damen Sportgruppe
- Co-Präsidentin der Parlamentarischen Frauengruppe
- Co-Präsidentin der Parlamentarischen Gruppe MINT-Förderung als Beitrag zur Behebung des Fachkräftemangels
- Co-Präsidentin der Parlamentarischen Gruppe Mehrsprachigkeit
- Co-Präsidentin der Parlamentarischen Gruppe Groupe Suisse – Solidarité internationale
- Co-Präsidentin der Parlamentarischen Gruppe globale Gesundheit
- Co-Präsidentin der Parlamentarischen Gruppe Journalismus und Demokratie